# Calyptothecium pterobryoides
Calyptothecium pterobryoides är en bladmossart som beskrevs av Graham Charles George Argent 1973 [1974. Calyptothecium pterobryoides ingår i släktet Calyptothecium och familjen Pterobryaceae. Inga underarter finns listade i Catalogue of Life.